# Aurelio Barili
Aurelio Barili (Parma, ... – ...; fl. XVI secolo) è stato un pittore italiano del periodo barocco attivo a Parma.

## Biografia
Nel 1588 eseguì affreschi nella chiesa di San Giovanni Evangelista e nel Santuario di Santa Maria della Steccata a Parma.